# Dezbaterile Lincoln–Douglas

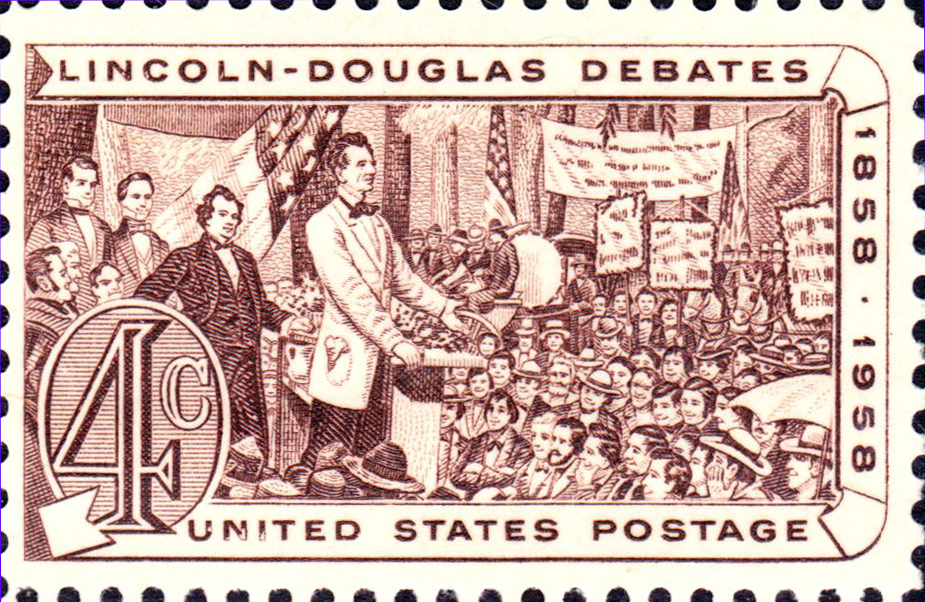
Timbru poștal american, emisiune din 1958, care comemorează dezbaterile între Lincoln și Douglas

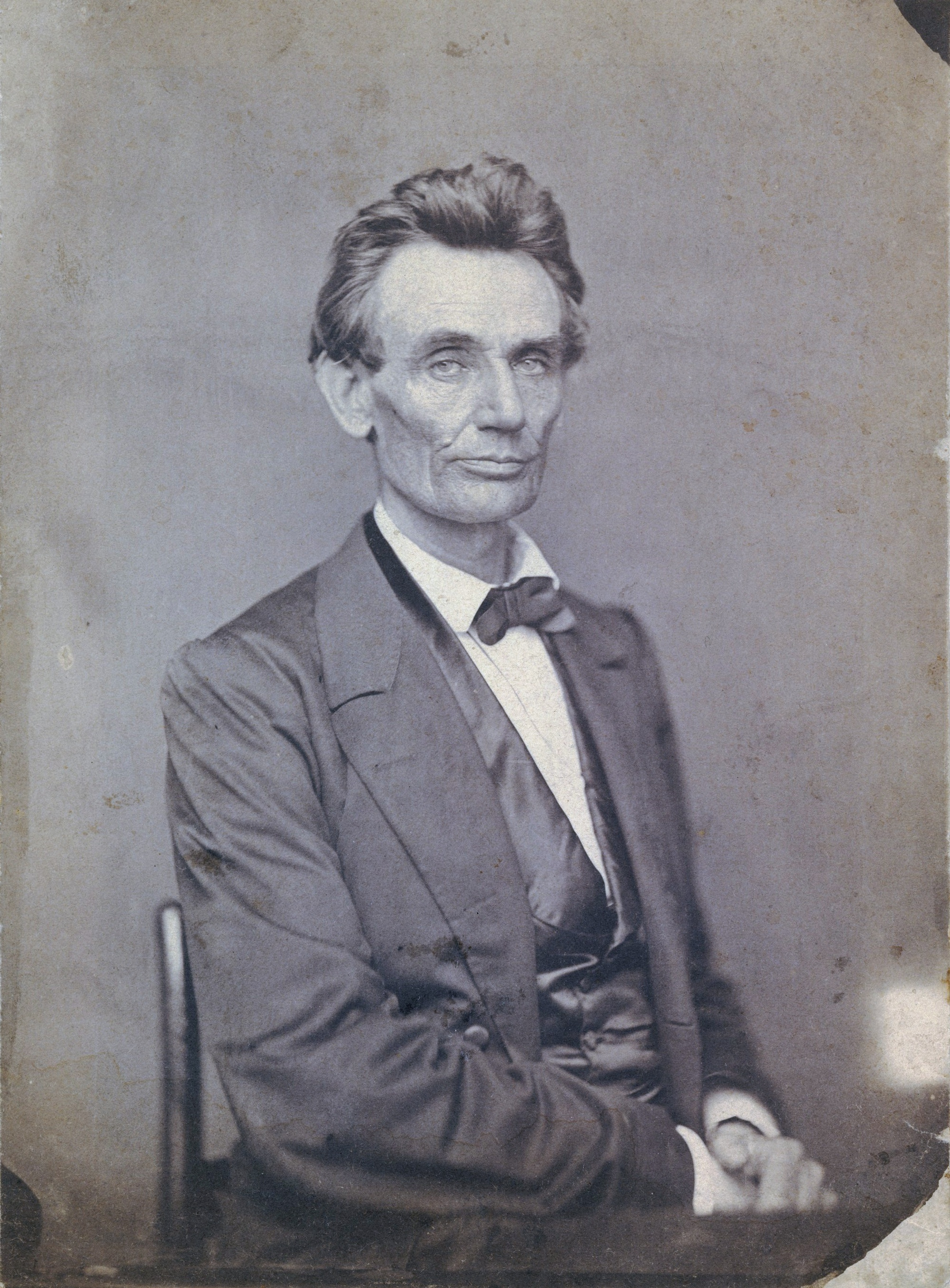
Abraham Lincoln, fotografie de William March, mai 1860

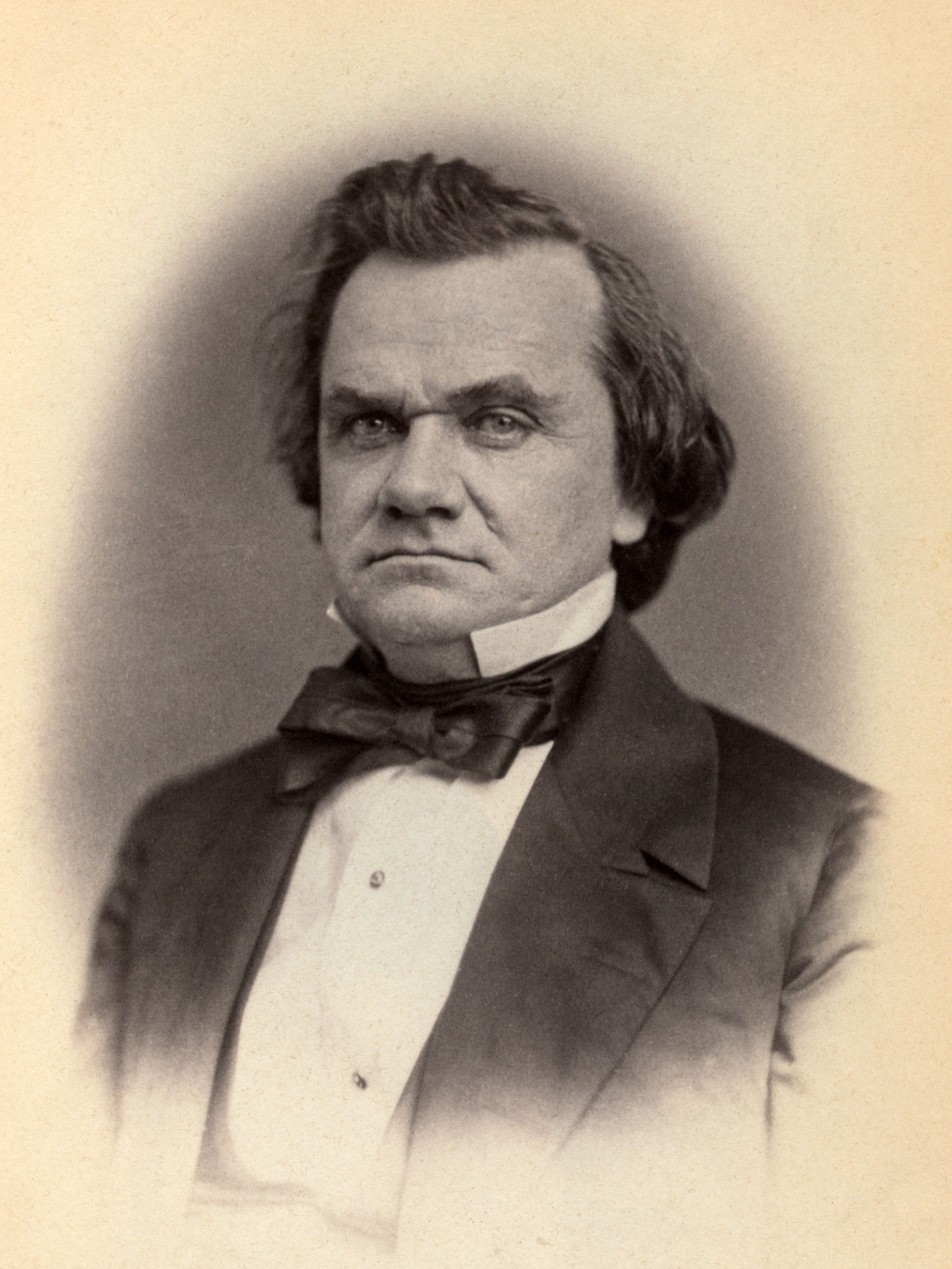
Stephen A. Douglas, fotografie de Vannerson, 1859

Dezbaterile Lincoln–Douglas au fost o serie de șapte dezbateri ținute în 1858 între Abraham Lincoln, candidatul Partidului Republican pentru Senatul Statelor Unite din Illinois, și senatorul în exercițiu Stephen Douglas, candidatul Partidului Democrat. Până la ratificarea în 1913 a celui de al șaptesprezecelea amendament la Constituția Statelor Unite, care prevede că senatorii vor fi aleși direct de către alegătorii din statele lor, senatorii federali erau aleși de legislaturile statelor lor, așa că Lincoln și Douglas încercau să câștige voturile Adunării Generale a statului Illinois⁠(d) pentru partidele lor respective.
Dezbaterile au fost concepute pentru a genera publicitate — a fost unele dintre primele exemple ale de ceea ce mai târziu s-ar fi numit evenimente media⁠(d). Pentru Lincoln, acestea au reprezentat o oportunitate de a-și promova atât profilul național, cât și pe cel al Partidului Republican aflat în curs de dezvoltare, în timp ce Douglas a căutat să-și apere palmaresul — în special rolul său principal în promovarea doctrinei suveranității populare⁠(d) și încarnarea acesteia în Legea Kansas-Nebraska din 1854. Candidații au vorbit în fiecare dintre cele nouă circumscripții electorale din Illinois. Ambii candidați ținuseră deja cuvântări în Springfield și Chicago la o zi unul de celălalt, așa că au decis ca aparițiile lor comune să aibă loc în celelalte șapte districte. Întrucât Douglas era titularul în funcție, el avea foarte puține de câștigat din aceste dezbateri. În schimb, Lincoln, un congresman cu un singur mandat, câștiga sprijin vorbind la o zi după Douglas și prezentând astfel o replică la care Douglas nu putea răspunde. Mai mult, „Ziarele lui Lincoln [acele ziare care îl susțineau deschis] s-au grăbit să-l condame pe Douglas pentru că nu a fost de acord cu dezbaterile și l-au catalogat drept laș. Dezbaterile politice făceau parte din tradiția zonei Preriei și orice candidat politic era de așteptat să aibă o prestație convingătoare în asemenea evenimente.” Fiecare dezbatere a durat aproximativ trei ore; un candidat vorbea timp de 60 de minute, urmat de un răspuns de 90 de minute și o replică finală de 30 de minute din partea primului candidat. Candidații au alternat la primul cuvânt de la o dezbatere la alta. În calitate de titular, Douglas a vorbit primul în patru dintre dezbateri. Ele s-au ținut în aer liber, în măsura în care permitea vremea, între orele 14 și 17. Pajiștile erau pline de ascultători.
Dezbaterile s-au concentrat pe tema sclaviei, în special dacă ar trebui să fie permisă în noile state care se formau pe teritoriul dobândit prin Achiziția Louisianei și Cesiunea mexicană⁠(d). Douglas, în calitate de candidat democrat, a susținut că decizia ar trebui luată de înșiși locuitorii noilor state și nu de guvernul federal (suveranitatea populară). Lincoln a argumentat împotriva expansiunii sclaviei, dar a subliniat că nu pledează pentru abolirea ei acolo unde exista deja.
Niciodată în istoria Americii nu a existat o acoperire în ziare de o asemenea intensitate. Ambii candidați simțeau că se adresează întregii națiuni. Noua tehnologie era ușor disponibilă: căile ferate, telegraful⁠(d) și stenografia Pitman⁠(d), numită la acea vreme fonografie. Cele mai mari ziare ale statului, din Chicago, au trimis fonografi (stenografi) să consemneze textele complete ale fiecărei dezbateri; datorită noilor căi ferate, se ajungea ușor din Chicago la locurile dezbaterilor. La jumătatea fiecărei dezbateri, alergătorilor li se înmânau notele stenografilor. Ei alergau apoi după următorul tren spre Chicago, predându-le stenografilor călare, care în timpul călătoriei transformau stenografia înapoi în cuvinte, producând o transcriere gata pentru tipografii din Chicago și pentru telegraf, care o trimiteau în restul țării (cea de la est de Munții Stâncoși) de îndată ce sosea. Următorul tren aducea și concluzia. Ziarele publicau discursurile în întregime, uneori la câteva ore de la rostirea lor. Unele ziare își ajutau propriul candidat cu corecturi minore, cu rapoarte despre reacția pozitivă a publicului sau titluri tendențioase („Argument nou și puternic al domnului Lincoln–Douglas reia aceeași poveste veche”). Serviciul de știri al Associated Press a trimis mesaje simultan în mai multe puncte, astfel încât ziarele din toată țara (la est de Munții Stâncoși) le tipăreau, iar dezbaterile deveneau rapid evenimente naționale. Au fost republicate sub formă de broșuri.
Dezbaterile au avut loc între lunile august și octombrie 1858. Ziarele au raportat 12.000 de participanți la Ottawa, 16.000 până la 18.000 în Galesburg, 15.000 în Freeport,  12.000 în Quincy, iar la ultimul, în Alton, 5.000 până la 10.000. Dezbaterile din apropierea granițelor statului Illinois (Freeport⁠(d), Quincy⁠(d) și Alton⁠(d)) au atras un număr mare de oameni din statele vecine. Mai multe persoane au călătorit în Illinois pentru a urmări dezbaterile.
Deși Lincoln și republicanii au câștigat mai multe voturi ca Douglas și democrații, Douglas a fost reales de Adunarea Generală din Illinois, cu 54–46 din cauza trasării tendențioase a colegiilor electorale; dar publicitatea a făcut din Lincoln o figură de anvergură națională și a pus bazele campaniei sale prezidențiale din 1860.
Ca parte a acestui efort, Lincoln a editat textele tuturor dezbaterilor și le-a publicat într-o carte. Ea s-a vândut bine și l-a ajutat să primească nominalizarea Partidului Republican pentru funcția de președinte la Convenția Națională Republicană din 1860 de la Chicago.

## Context
Douglas fusese ales pentru prima dată în Senatul Statelor Unite în 1846 și căuta să fie reales pentru un al treilea mandat în 1858. Problema sclaviei a fost ridicată de mai multe ori în timpul mandatului său în Senat, în special cu privire la Compromisul din 1850. În calitate de președinte al comitetului pentru teritoriile americane, el a susținut o abordare a sclaviei numită suveranitate populară⁠(d): electoratele din teritorii urmau să voteze dacă să adopte sau să respingă sclavia. Anterior, hotărârile privind statutul sclaviei în teritorii erau luate la nivel federal. Douglas a repurtat un succes cu adoptarea Legii Kansas-Nebraska în 1854, lege care însă a dus la multe violențe în preludiul adoptării primelor constituții ale celor două state. Mr. Lincoln and Friends Society de la Institutul Gilder Lehrman de Istorie Americană observă că unul din locuitorii de vază din Bloomington, Illinois, Jesse W. Fell, un dezvoltator imobiliar local care a fondat Bloomington Pantagraph și care s-a împrietenit cu Lincoln în 1834, a sugerat dezbaterile din 1854.
Lincoln fusese și el ales în Congres în 1846 și a servit un mandat de doi ani în Camera Reprezentanților. În timpul petrecut în Cameră, el a intrat în dezacord cu Douglas și a susținut Prevederea Wilmot⁠(d), care încerca să interzică sclavia în orice teritoriu nou. S-a întors în politică în anii 1850 pentru a se opune Legii Kansas-Nebraska și pentru a ajuta la dezvoltarea noului Partid Republican.
Înainte de dezbateri, Lincoln a lansat acuzația că Douglas încurajează frica de amalgamarea raselor⁠(d), cu suficient succes pentru a îndepărta mii de oameni de Partidul Republican. Douglas îl acuza pe Lincoln de aboliționism pentru că susținea că Declarația Americană de Independență s-ar aplica atât negrilor⁠(d), cât și albilor⁠(d).
În discursul său „Casa dezbinată”, Lincoln a susținut că Douglas face parte dintr-o conspirație pentru naționalizarea sclaviei. Lincoln a spus că renunțarea la interdicția sclaviei prin Compromisul Missouri în Kansas și Nebraska este primul pas în această naționalizare și că decizia Dred Scott a fost un alt pas în direcția răspândirii sclaviei în teritoriile din Nord. El și-a exprimat teama că orice decizie similară a Curții Supreme ar transforma Illinois într-un stat sclavagist.
S-a scris mult despre stilul retoric al lui Lincoln, dar, încă de la începutul dezbaterilor, reputația lui Douglas era una descurajantă. După cum scria mai târziu James G. Blaine:
„El [Douglas] era cunoscut peste tot ca un orator de pricepere deosebită. Avea o minte fertilă în resurse. Era un maestru al logicii. Nimeni nu percepea mai repede ca el puterea sau slăbiciunea unui argument, și nimeni nu îl depășea în utilizarea sofismelor și erorilor logice. Unde nu putea elucida un punct în favoarea sa, îl încețoșa fatal pentru adversar. În acest stil distinctiv de dezbatere, care, în intensitatea lui, se asemăna unei lupte fizice, el nu avea egal. Vorbea cu o extraordinară spontaneitate. Nu se oprea în fraze. Folosea un limbaj corect, dur, vigoros, incisiv. Nu îi plăceau decorațiunile retoricii,—rareori folosea vreo comparație. Era total lipsit de umor, și avea o vagă apreciere pentru agerime. Niciodata nu cita precedente istorice din afara domeniului politicii americane. În interiorul acelui domeniu, cunoștințele lui erau cuprinzătoare, amănunțite, critice. În afara lui, era destul de limitat. Nu era un cititor. Nu se recrea cu literatura. În întreaga gamă a vorbirii lui voluminoase, era greu să găsești vreun vers de poezie sau vreo aluzie la clasici. Dar era un orator înnăscut și cu mult exercițiu. Putea conduce o mulțime aproape irezistibil la concluziile lui. Dacă dorea, putea incita o gloată la fapte disperate. Pe scurt, era un adversar abil, îndrăzneț, și aproape invincibil în discuțiile publice.”

## Dezbaterile
Când Lincoln a transformat dezbaterile într-o carte, în 1860, a inclus următoarele materiale ca preliminarii:
- Discurs la Springfield al lui Lincoln, 16 iunie, „discurul „Casa dezbinată” al lui Lincoln” (în volum este dată eronat data de 17 iunie)
- Discurs la Chicago al lui Douglas, 9 iulie
- Discurs la Chicago al lui Lincoln, 10 iulie
- Discurs la Bloomington al lui Douglas, 16 iulie
- Discurs la Springfield al lui Douglas, 17 iulie (Lincoln nu a fost prezent)
- Discurs la Springfield al lui Lincoln, 17 iulie (Douglas nu a fost prezent)
- Corespondența preliminară între Lincoln și Douglas, 24–31 iulie[14]

Dezbaterile s-au ținut în șapte orașe din statul Illinois:
- Ottawa⁠(d) pe 21 august
- Freeport⁠(d) pe 27 august
- Jonesboro⁠(d) pe 15 septembrie
- Charleston⁠(d) pe 18 septembrie
- Galesburg⁠(d) pe 7 octombrie
- Quincy⁠(d) pe 13 octombrie
- Alton⁠(d) pe 15 octombrie

Sclavia a fost tema principală a dezbaterilor Lincoln–Douglas, în special problema expansiunii sclaviei în teritorii. Legea Kansas–Nebraska a lui Douglas abroga interdicția Compromisului Missouri privind sclavia în teritoriile Kansas⁠(d) și Nebraska și o înlocuia cu doctrina suveranității populare⁠(d), ceea ce însemna că oamenii dintr-un teritoriu vor vota dacă să permită sclavia. În timpul dezbaterilor, atât Lincoln, cât și Douglas au făcut apel la „Părinți” (Părinții fondatori) pentru a-și susține poziția.

### Ottawa
La Ottawa, Lincoln a spus:
„Detest [indiferența față de sclavie] din cauza monstruoasei nedreptăți a sclaviei înseși. O detest pentru că privează exemplul nostru republican de justa lui influență în lume-permite dușmanilor instituțiilor libere să ne zeflemisească, în mod credibil, drept ipocriți-face ca adevărații prieteni ai libertății să se îndoiască de sinceritatea noastră, și mai ales pentru că obligă atât de mulți oameni tare buni dintre noi să se războiască deschis cu înseși principiile fundamentale ale libertății civile-să critice Declarația de Independență, și să insiste că nu există principiu corect de acțiune altul decât interesul propriu.”
În prima dezbatere de la Ottawa, Lincoln a afirmat că suveranitatea populară va naționaliza și va perpetua sclavia. Douglas a răspuns că atât partidul Whig cât și democrații cred în suveranitatea populară și că Compromisul din 1850 este un exemplu în acest sens. Lincoln a spus că politica națională este de a limita răspândirea sclaviei și a menționat Ordonanța Nord-Vestului⁠(d) din 1787 ca exemplu al acestei politici, care interzicea sclavia într-o mare parte a Midwestului.
Compromisul din 1850 permitea teritoriilor Utah și New Mexico să decidă pentru sau împotriva sclaviei, dar permitea și admiterea Californiei ca stat liber, reducea dimensiunea statului sclavagist Texas prin ajustarea graniței și punea capăt comerțului cu sclavi (dar nu sclaviei în sine) în Districtul Columbia. În schimb, Sudul primea o Lege a sclavilor fugari mai puternică decât versiunea menționată în Constituție. Douglas a spus că Compromisul din 1850 înlocuia interzicerea sclaviei stabilită de Compromisul Missouri în teritoriul Achiziției Louisianei la nord și la vest de statul Missouri, în timp ce Lincoln a spus – un subiect la care a revenit în dezbaterea din Jonesboro – că Douglas se înșeală când vede „suveranitatea populară” și decizia Dred Scott ca fiind în armonie cu Compromisul din 1850. Dimpotrivă, „suveranitatea populară” naționaliza sclavia.
Au existat remarci partizane, cum ar fi acuzațiile lui Douglas că membrii partidului „Republican Negru” sunt aboliționiști, inclusiv Lincoln, și el a citat drept dovadă Discursul „Casa dezbinată” al lui Lincoln, în care spusese: „Cred că acest guvern nu poate dăinui fiind în permanență pe jumătate sclavagist și pe jumătate liber.” Douglas l-a acuzat de asemenea pe Lincoln că se opune deciziei Dred Scott deoarece „îl privează pe negru de drepturile și privilegiile cetățeniei”. Lincoln a răspuns că „următoarea decizie de genul Dred Scott” ar putea permite sclaviei să se răspândească în statele libere. Douglas l-a acuzat pe Lincoln că dorește să răstoarne legile de stat care exclueau negri din state precum Illinois, care erau populare printre democrații din nord. Lincoln nu susținea o egalitate socială completă, dar spunea că Douglas ignoră statutul de bază al negrilor ca ființe umane și că sclavii aveau un drept egal la libertate, afirmând: „sunt de acord cu judecătorul Douglas, că nu este egalul meu în multe privințe – cu siguranță nu în culoare, poate nici în înzestrare morală sau intelectuală. Dar în dreptul lui de a mânca, fără permisiunea altcuiva, pâinea câștigată de propria lui mână, el este egalul meu și egalul judecătorului Douglas și egalul oricărui om în viață.”
Lincoln a spus că nu știe cum ar trebui să se întâmple emanciparea. El credea în colonizarea Africii⁠(d) de către sclavi emancipați⁠(d), dar recunoștea că nu era practică. El a spus că ar fi greșit ca sclavii emancipați să fie tratați ca „subordonați”, dar că există o mare opoziție față de egalitatea socială și politică și că „un sentiment universal, fie că este bine sau rău întemeiat, nu poate fi pur și simplu ignorat”. El a spus că indiferența publică a lui Douglas va duce la extinderea sclaviei, deoarece ar modela sentimentul public înspre acceptarea ei. După cum spunea Lincoln, „sentimentul public este totul. Cu sentimentul public, nimic nu poate eșua; fără el, nimic nu poate reuși. În consecință, cel care modelează sentimentul public merge mai profund decât cel care adoptă legi sau pronunță decizii. El face posibile sau imposibile executarea statutelor și deciziilor." El a spus că lui Douglas „nu îi pasă dacă sclavia este respinsă sau promovată prin vot” și că va „stinge luminile morale din jurul nostru” și va eradica dragostea pentru libertate.

### Freeport
În dezbaterea de la Freeport, Lincoln l-a forțat pe Douglas să aleagă între două opțiuni, dintre care ambele îi afectau popularitatea lui Douglas și șansele de a fi reales. El i-a cerut lui Douglas să împace suveranitatea populară cu decizia Dred Scott a Curții Supreme. Douglas a răspuns că oamenii dintr-un teritoriu pot ține sclavia departe, chiar dacă Curtea Supremă spune că guvernul federal nu are nicio autoritate să excludă sclavia, pur și simplu refuzând să adopte un cod al sclavilor⁠(d) și alte legi necesare pentru a proteja sclavia. Douglas i-a înstrăinat pe sudiști prin această doctrină Freeport⁠(d), care i-a afectat șansele de a câștiga președinția în 1860. Drept urmare, politicienii din Sud s-au folosit de revendicările pentru un cod al sclavilor pentru a crea o disensiune între aripile nordică și sudică ale Partidului Democrat, divizând partidul politic majoritar în 1858.
Douglas nu a reușit să obțină sprijin în toate părțile țării prin suveranitatea populară. Permițând sclavia acolo unde o dorea majoritatea, el a pierdut sprijinul republicanilor conduși de Lincoln, care credeau că Douglas este lipsit de principii. El a pierdut însă și sprijinul Sudului prin respingerea Constituției de la Lecompton⁠(d) (pro-sclavie) și susținând o doctrină de tip Freeport⁠(d) pentru a opri sclavia în Kansas, unde majoritatea era anti-sclavie.

### Jonesboro
În cuvântarea de la Jonesboro, Lincoln a spus că extinderea sclaviei va pune în pericol Uniunea și a menționat controversele din Missouri pe tema sclaviei, din 1820, în teritoriile cucerite de la Mexic, care au dus la Compromisul din 1850 și, din nou, cu ocazia controversei Bleeding Kansas. El a spus că se va ajunge la o criză și că ea va fi depășită atunci când sclavia va fi pusă „pe drum spre dispariția finală”. :119

### Charleston
Înainte de dezbaterea de la Charleston⁠(d), democrații au ridicat o pancartă pe care scria „Egalitatea negrilor” cu o imagine reprezentând un bărbat alb, o femeie de culoare și un copil mulatru.
Lincoln și-a început discursul clarificând că preocupările sale cu privire la sclavie nu echivalează cu sprijinul pentru egalitatea rasială⁠(d). El a declarat:
„Am să spun că nu sunt, nici nu am fost vreodată, în favoarea înfăptuirii egalității sociale și politice a raselor albă și neagră—că nu susțin și nici nu am susținut vreodată ca negrii să fie făcuți alegători sau membri ai juriilor, nici că ar fi calificați să dețină funcții sau să se căsătorească cu albi; și am să spun pe lângă asta că există o diferență fizică între rasa albă și cea neagră, care cred că le va interzice întotdeauna celor două rase să trăiască împreună pe un teren de egalitate socială și politică. Și în măsura în care ei nu pot trăi astfel, deși rămân împreună trebuie să existe poziția de superior și inferior, și, ca orice om, sunt în favoarea atribuirii poziției superioare rasei albe.”
În răspunsul său ulterior, Stephen Douglas a spus că Lincoln are un aliat în Frederick Douglass în predicarea „doctrinelor abolirii”. El a spus că Frederick Douglass le-a spus „tuturor prietenilor egalității negrilor și ai cetățeniei negrilor să se unească ca un singur om în jurul lui Abraham Lincoln”. De asemenea, el l-a acuzat pe Lincoln de lipsă de consecvență atunci când a vorbit despre problema egalității rasiale (în dezbaterea de la Charleston) și a citat declarațiile anterioare ale lui Lincoln conform cărora declarația că toți oamenii sunt creați egali se aplică atât negrilor, cât și albilor.
Ca răspuns la întrebarea lui Douglas cu privire la sprijinul lui Lincoln pentru cetățenia negrilor, dacă nu pentru egalitate deplină, Lincoln a mai clarificat în replică: „Îi spun foarte sincer că nu sunt în favoarea cetățeniei pentru negri”.

### Galesburg
La Galesburg⁠(d), folosind citate din cuvântarea lui Lincoln de la Chicago, Douglas a încercat din nou să demonstreze că Lincoln este un aboliționist datorită insistenței sale asupra principiului că „toți oamenii sunt egali”.

### Quincy
Dezbaterea de la Quincy⁠(d) a avut loc pe 13 octombrie.

### Alton
La Alton, Lincoln a încercat să împace declarațiile sale despre egalitate. El a spus că autorii Declarației de Independență „au intenționat să includă pe toți oamenii, dar nu au vrut să declare toți oamenii egali în toate privințele”. Așa cum spunea Lincoln, „au vrut să stabilească o maximă standard pentru o societate liberă, care ar trebui să fie familiară tuturor, — căutată în mod constant, lucrat pentru ea în mod constant și chiar dacă este niciodată perfect atinsă, aproximată în mod constant și, prin urmare, răspândindu-se și aprofundându-și constant influența, și sporind fericirea și valoarea vieții pentru toți oamenii, de toate culorile, pretutindeni.” El a pus în contrast sprijinul său pentru Declarație cu declarațiile opuse făcute de John C. Calhoun și senatorul John Pettit⁠(d) din Indiana, care au numit Declarația „o minciună evidentă”. Lincoln a spus că președintele Curții Supreme Roger Taney și Stephen Douglas se opun adevărului evident enunțat de Thomas Jefferson, dezumanizând negrii și pregătând mintea publicului să se gândească la ei ca la o proprietate. Lincoln credea că sclavia trebuie tratată ca un rău și împiedicată să crească.
După cum a spus Lincoln la Alton:
„Este eterna luptă între aceste două principii—bine și rău—în toată lumea. ... Este același spirit care spune: «Muncești și trudești și-ți câștigi pâinea, apoi o mănânci.» Indiferent în ce formă vine, dacă din gura unui rege care caută să-și domine oamenii din popor și să trăiască de pe urma fructului muncii lor, sau de la o rasă de oameni ca apologie pentru înrobirea altei rase, este același principiu tiranic.”
Aceste cuvinte au fost puse pe muzică de Aaron Copland în Lincoln Portrait.
În dezbateri, Lincoln a folosit o serie de fraze colorate. El a spus că un argument al lui Douglas transformă un castan sălbatic într-un sălbatic cu castane,:30 și a comparat un răspuns al lui Douglas cu norul de cerneală al unei sepii. În Quincy, Lincoln a spus că doctrina Freeport a lui Douglas era o suveranitate care nu face nimic, care era „la fel de subțire ca supa homeopată făcută prin fierberea umbrei unui porumbel mort de foame”.:125

## Rolul tehnologiei
Îmbunătățirile recente ale tehnologiei au fost fundamentale pentru succesul și popularitatea dezbaterilor. Noile căi ferate au conectat marile orașe la viteze mari – un mesaj a cărui transmitere ar fi durat în trecut o săptămână sosea atunci în câteva ore. O tehnologie „soft” uitată, stenografia Pitman⁠(d), a permis scrisului să țină pasul cu vorbirea, ceva mai aproape de înregistrarea audio decât fusese posibil înainte. În cele din urmă, mesajele puteau fi trimise acum prin telegraful electric⁠(d), oriunde la est de Munții Stâncoși. „Combinația dintre stenografie, telegraf și calea ferată a schimbat totul”, scria Allen C. Guelzo, autorul cărții Lincoln and Douglas: The Debates That Defined America. „A fost ceva fără precedent. Lincoln și Douglas știau că vorbesc cu întreaga națiune. Era ca atunci când în 1960 JFK a ajuns să se confrunte cu prezența noului public al televiziunii."

## Rezultate
Surpriza alegerilor din octombrie⁠(d) a fost susținerea lui Douglas de către fostul whig John J. Crittenden⁠(d). Foștii Whig nerepublicani reprezentau cel mai mare bloc de alegători oscilanți⁠(d), iar susținerea lui Douglas (în locul lui Lincoln) de către Crittenden a redus șansele lui Lincoln de a câștiga.
Chiar și cu susținerea lui Crittenden, Lincoln și republicanii au obținut cu 24.094 de voturi mai mult decât candidații care îl susțineau pe Douglas. Districtele fuseseră însă trasate pentru a favoriza partidul lui Douglas, iar democrații au câștigat 40 de locuri în Camera Reprezentanților din stat, chiar dacă aveau mai puține voturi, în timp ce republicanii au câștigat 35. În Senatul statului, republicanii dețineau 11 locuri, iar democrații 14. Douglas a fost reales de legislativ cu 54–46. În ciuda rezultatului deturnat al alegerilor din Illinois, acoperirea mediatică pe scară largă a dezbaterilor a ridicat foarte mult profilul național al lui Lincoln, făcându-l un candidat viabil pentru nominalizarea drept candidat republican la viitoarele alegeri prezidențiale din 1860.
Președintele comitetului republican din Ohio, George Parsons, l-a pus pe Lincoln în legătură cu principalul redactor politic din Ohio, Follett și Foster, din Columbus. El i-a publicat copii ale textului în Political Debates Between Hon. Abraham Lincoln și Hon. Stephen A. Douglas în Celebrated Campaign din 1858, în Illinois. S-au făcut patru tipăriri, iar a patra s-a vândut în 16.000 de exemplare.

## Comemorare

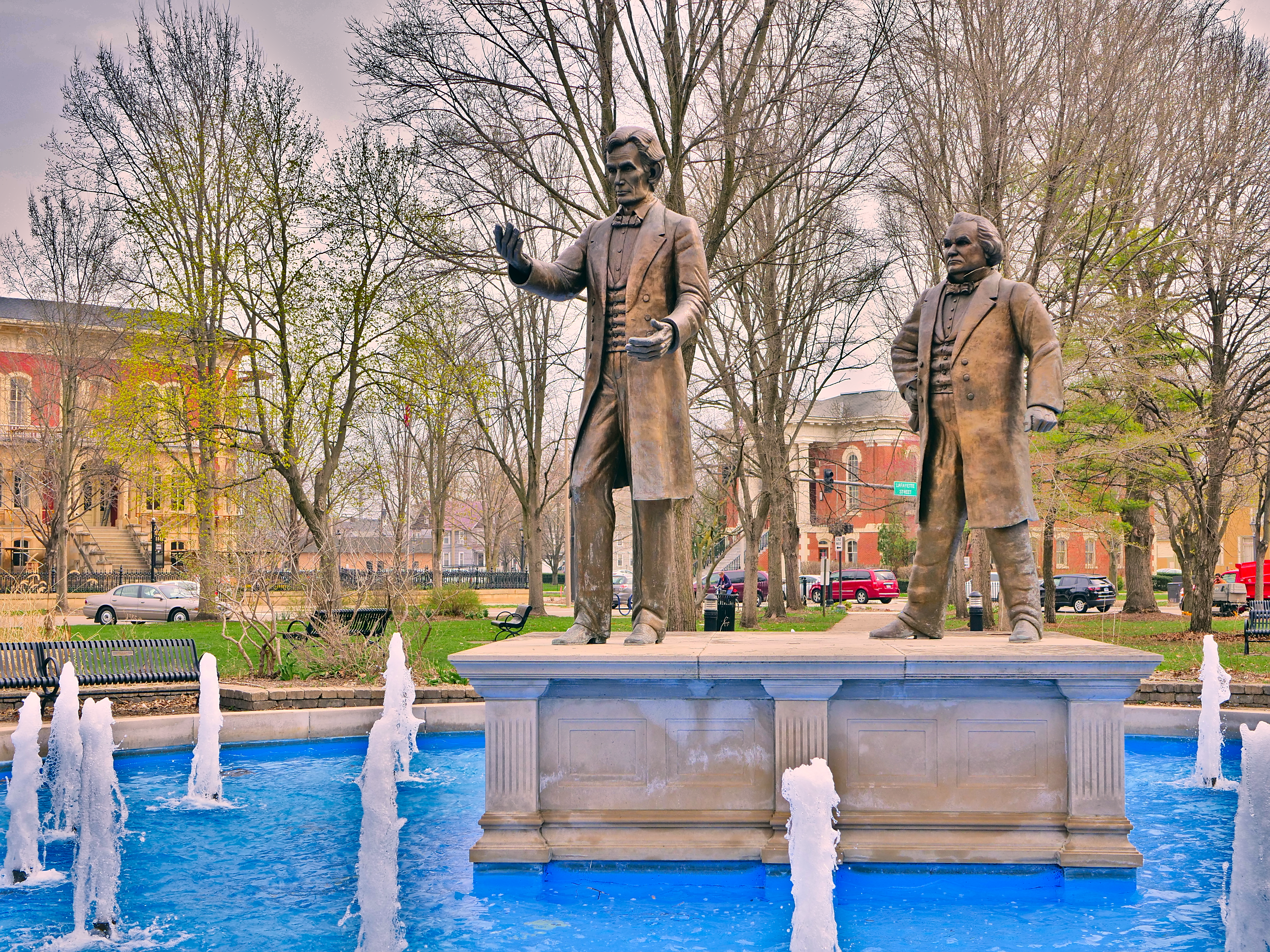
Statuie comemorativă pe locul dezbaterii de la Ottawa

Locațiile dezbaterilor din Illinois prezintă plăci și statui ale lui Douglas și Lincoln.
Există un muzeu al dezbaterilor Lincoln-Douglas în Charleston.
În 1994, C-SPAN a difuzat o serie de reconstituiri ale dezbaterilor⁠(d) filmate în locațiile în care se desfășuraseră.
În 2008, BBC Audiobooks America⁠(d) i-a înregistrat pe David Strathairn (Lincoln) și Richard Dreyfuss (Douglas) reconstituind dezbaterile.